# نظارة شمسية

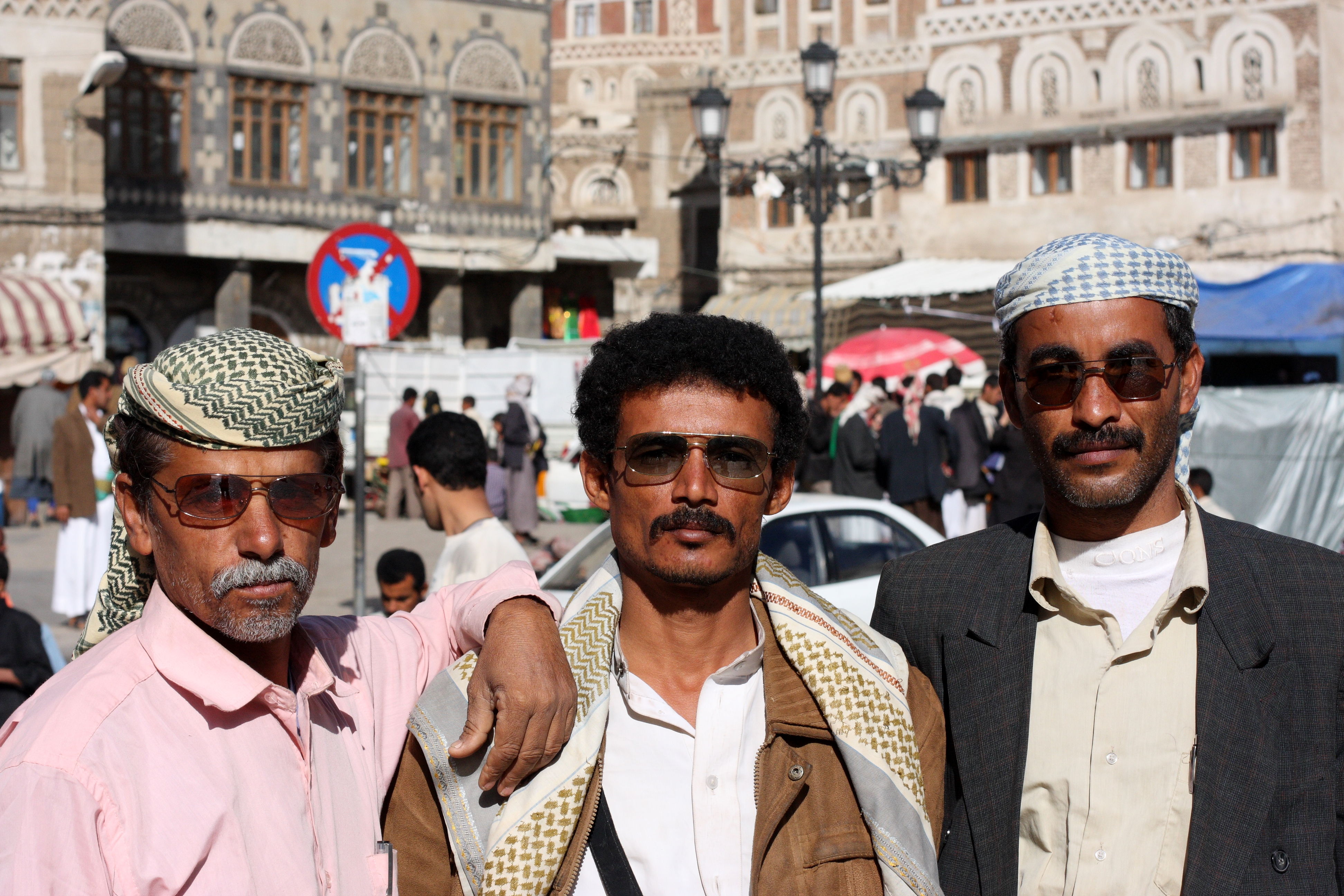
يمنيون يرتدون نظارات شمسية

النظارة الشمسية نظارة لزجاجها لون غامق، فعدساتها ليست شفافة تماما كحال النظارة العادية، بل تحجب عن العين جزءا من أشعة الشمس. كما أنها قد تحجب رؤية عيني مرتديها عن الناظر إليه. وتعد شكلا من أشكال النظارات الواقية والتي صممت خصيصًا للحماية من ضوء الشمس المشع والضوء المرئي عالي الطاقة من إضرار أو إجهاد العين. يمكن أحيانا أن تستخدم كمساعدات مرئية كذلك في النظارات المختلفة التي تتميز بعدسات ملونه أو مستقطبة أو داكنة اللون.
توصي جمعية البصريات الأمريكية بالنظارات التي تمنع الأشعة فوق البنفسجية في الأماكن المشمسة لحماية العين من الاشعة فوق البنفسجية والضوء الأزرق الذي قد يتسبب في العديد من مشاكل العين الخطرة حيث يعد ارتداؤها إلزاميا بعد إجراء العمليات الجراحية كعملية الليزك ويوصى بها لفترة زمنية محددة في المناطق المتربة أو عند مغادرة المنزل أو أمام شاشة التلفاز أو شاشة الحاسب بعد إجراء عملية الليزك. من المهم الإشادة بارتداء النظارات الداكنة التي لا تحجب الاشعة فوق البنفسجية قد تكون أكثر ضررا من عدم ارتداء واقي للعين على الإطلاق لأنها تميل إلى توسيع العين وتسمح بدخول الأشعة فوق البنفسجية داخل العين. ارتبطت النظارات الشمسية لوقت طويل بحفلات الغناء وممثلي الأفلام خاصة في حال رغبتهم بإخفاء هويتهم. تعتبر النظارات الشمسية شعبية منذ الأربعينات باعتبار أنها موضة خاصة في الشاطئ.

## التاريخ

### البدايات
ارتدت شعوب الإسكيمو على مدار التاريخ نظارات مسطحة عاجية اللون تمكّن النظر من خلال فتحات ضيقة لحجب الأشعة الضارة المنعكسة من الشمس. يقال أن الإمبراطور الروماني نيرون أحب ان يشاهد قتالات المصارعة باستخدام الزمرد والتي بدت على كل حال أنها تعمل كالمرآة. تصنع النظارات الشمسية من ألواح من مادة الكوارتز المدخن والتي لا تصحح النظر لكنها تحمي العين من الوهج الساطع واستخدمت في الصين في القرن الثاني عشر أو ما قبله.
تصف المستندات القديمة استخدام القضاة في محاكم الصين التاريخية للنظارات المصنوعة من الكريستال لإخفاء تعابير وجوههم أثناء استجواب الشهود. في منتصف القرن الثامن عشر أي حوالي سنة 1752، بدأ جيمس آيسكو بتجريب العدسات الملونة في النظارات الشمسية، هذه لم تكن «نظارات شمسية» كما يستخدم هذا المصطلح اليوم. يعتقد آيسكو أن العدسات الزجاجية الملونة باللون الأزرق أو الأخضر يمكن أن تعالج قصر النظر في حين أن آيسكو لم يكن يهتم بأشعة الشمس. واحدة من أقدم التخيلات لشخص يرتدي نظارات شمسية تعود للعالم أنتوان لافوازييه في عام 1772. أجرى أنتوان لافوازييه تجربة بالاحتراق المتولد عن أشعة الشمس المضخمة. في القرن التاسع عشر وأوائل القرن العشرين، أصبحت النظارات الملونة باللون الاصفر والبني شائعة الاستخدام للأشخاص المصابين بمرض الزهري لأن التحسس للضوء واحد من أعراض هذا المرض.

### التطورات الحديثة
في سنة 1913، تم تقديم عدسات كروكس المصنوعة من الزجاج المحتوي على مادة السيريوم والذي يمنع الأشعة فوق البنفسجية. في بدايات سنة 1920 انتشر استخدام النظارات الشمسية بين نجوم الأفلام. في سنة 1929، قام سام فوستر بصنع النظارات الشمسية الغير مكلفة على نطاق واسع من مركب السولويد. وجد فوستر متاجر جاهزة على شواطئ مدينة اتلانتك في نيو جيرسي عندما بدأ بيع النظارات الشمسية تحت مسمى (فوستر غرانت) من ضفة (وول وورث).
في 1938، كتبت مجلة النظارات الشمسية وأنها أًصبحت موضة عابرة للارتداء في شوارع المدينة والمظهر المفضل للآلاف من النساء حول الولايات المتحدة " كما ذكرت بأن في عام 1937 بيع أكثر من 20 مليون نظارة شمسية في الولايات المتحدة ولكن تبين أن 25% فقط احتاجوها لحماية أعينهم.
في 1936، أصبحت النظارات المستقطبة متاحة عندما بدأ إدوين لاند بتصنيع عدسات باستخدام المرشحات المستقطبة الحاصلة على براءة اختراع. في 1947، بدأت شركة أرموليت بإنتاج العدسات بالمادة CR-39. وفي الوقت الحاضر يعد ميناء شيامن في الصين أكبر منتجي النظارات الشمسية في العالم بتصدير يصل إلى 120 مليون زوج من النظارات سنويا.

## المهام

### وضوح الرؤية والراحة

تأثير زوج من مرشحات الاستقطاب

يمكن للنظارات الشمسية تحسين الرؤية ووضوحها عن طريق حماية العين من الوهج الساطع ويمكن إعطاء المرضى أنواع مختلفة من النظارات الغير قابلة لإعادة الاستخدام بعد استلامهم لقطرات العين الخاصة بفحص العين متوسعة الحدقة. تقلل عدسات النظارات المستقطبة من انعكاس الوهج الساطع مثل الماء، تسمح لمرتديها بالرؤية داخل الماء فقط عندما يكون وهج السطح مرئي وإزالة الوهج الساطع من سطح الطريق عند القيادة في الشمس.

### الحماية
تمنح النظارات الشمسية حماية ضد التعرض المفرط للشمس متضمنة مكوناتها المرئية والغير مرئية. درجة الحماية الأكثر انتشارا هي الحماية من الأشعة فوق البنفسجية والتي يمكن أن تسبب مشاكل في العين على المدى القصير والطويل مثل العمى الثلجي والماء الأبيض والظفرة وأشكال مختلفة من سرطان العين. ينصح خبراء الطب بأهمية ارتداء نظارات شمسية لحماية العين من الأشعة فوق البنفسجية؛ وللحماية الكافية، يوصي الخبراء بالنظارات الشمسية التي تعكس 99٪ أو أكثر من الأشعة فوق البنفسجية وضوء الأشعة فوق البنفسجية، مع طول موجي يصل إلى 400 نانو متر. النظارات الشمسية التي تتمتع بهذه المواصفات غالباَ ما تسمى "UV400". هذه حماية أكثر قليلًا من المعيار المستخدم على نطاق واسع في الاتحاد الأوروبي، والذي يتطلب أن 95٪ من الإشعاع يجب أن ينعكس ويصل إلى 380 نانومتر فقط. النظارات الشمسية ليست كافية لحماية العين من الأضرار الدائمة بسبب النظر إلى الشمس، حتى أثناء كسوف الشمس. يجب استخدام نظارات خاصة معروفة باسم نظارات المشاهدة الشمسية للنظر إلى الشمس مباشرة. يمكن لهذا النوع من النظارات تصفية الأشعة فوق البنفسجية الضارة بالعينين.
مؤخرا، كان الضوء المرئي عالي الطاقة أو ما يطلق عليه الضوء المتشعب أحد أسباب الضمور البقعي المتعلق بالعمر. قبل ذلك، كانت تدور النقاشات حول ما إذا كانت العدسات العاكسة للضوء الأزرق" أو العدسات الملونة الصفراء قد يكون لها تأثير وقائي. قام بعض المصنعين بصنع عدسات تحجب الضوء الازرق. سألت شركة التأمين " سوفا " والتي تؤمّن معظم - الموظفين السويسريين - خبراء العين حول " شارلوت ريمي " (المعهد الفدرالي السويسري للتكنولوجيا في زيورخ) لتطوير نموذج حجب الضوء الازرق مما يؤدي إلى الحد الأدنى الموصي به من 95 ٪ من الضوء الأزرق. تعتبر النظارات الشمسية مهمة خاصة للأطفال، حيث يعتقد أن عدساتهم تنقل الضوء المرئي عالي الطاقة أكثر من البالغين (العدسات "الصفراء" مع التقدم في العمر). كان هناك بعض النظريات أن النظارات الشمسية في الواقع تعزز سرطان الجلد ويرجع ذلك إلى أنه يتم خداع العين لإنتاج نسبة أقل من هرمون الميلانين المحفز للخلايا في الجسم.

### تقييم الحماية
الطريقة الوحيدة لتقييم حماية النظارات الشمسية هي قياس العدسات، إما من قبل الشركة المصنعة أو من قبل أخصائي عيون مجهّز. تسمح عدة معايير للنظارات الشمسية بتصنيف عام للحماية من الأشعة فوق البنفسجية (ولكن ليس حماية الضوء الأزرق)، وعادة ما يشير المصنعون ببساطة إلى أن النظارات الشمسية تفي بمتطلبات معيار معين بدلًا من نشر الأرقام الدقيقة. اختبار الجودة «المادّي» الوحيد هو اختبار مدى ملاءمة النظارة للوجه. يجب أن تناسب العدسات الوجه بحيث لا يستطيع سوى القليل جدا من «الضوء المنعكس» الوصول إلى العين من جوانبها أو من الأعلى أو الأسفل، ولكن ليس قريبًا جدا حتى لا تلمس الرموش العدسات. للحماية من «الضوء الشارد» من الجانبين، يجب أن يتناسب قرب العدسات بدرجة كافية مع الأذرع الهيكلية و/ أو تكون مدمجة مع الأذرع الخارجية أو مع المكابس الجلدية
لا يمكن "رؤية" الحماية التي توفرها النظارات الشمسية ولا تقوم العدسات الداكنة بترشيح الأشعة فوق البنفسجية الضارة والضوء الأزرق أكثر من العدسات الخفيفة والعدسات الداكنة غير الملائمة أكثر ضررًا من العدسات الفاتحة غير الملائمة (أو من عدم ارتداء النظارات الشمسية على الإطلاق) لأنها تحث على توسع بؤبؤ العين. ونتيجة لذلك تدخل الأشعة غير المرشحة العين. اعتمادا على تكنولوجيا التصنيع يمكن أن تحجب العدسات الواقية الكثير من الضوء أو القليل منه مما يؤدي إلى عدسات مظلمة أو فاتحة. لون العدسة ليس ضمانًا أيضًا حيث يمكن أن توفر العدسات ذات الألوان المختلفة حماية كافية (أو غير كافية) للأشعة فوق البنفسجية. فيما يتعلق بالضوء الأزرق يعطي اللون مؤشرًا أول على الأقل العدسات الحاجبة للضوء الأزرق عادة ما تكون صفراء أو بنية اللون في حين أن العدسات الزرقاء أو الرمادية لا يمكن أن توفر الحماية الضرورية من الضوء الأزرق. ومع ذلك لا تحجب كل عدسة صفراء أو بنية اللون ما يكفي من الضوء الأزرق. في حالات نادرة يمكن للعدسات تصفية الكثير من الضوء الأزرق (أي 100٪)، مما يؤثر على رؤية اللون ويمكن أن يكون خطيرًا في حركة المرور عندما لا يتم التعرف على الإشارات الملونة بشكل صحيح. الأسعار المرتفعة لا تضمن الحماية كما أنه لم تثبت العلاقة بين الاسعار المرتفعة وزيادة الحماية من الاشعة فوق البنفسجية. أثبتت دراسة عام 1995 بأنه العلامات التجارية باهظة الثمن والنظارات المستقطبة لا يضمنان الحماية المثلى من الاشعة فوق البنفسجية. كما أثبتت أيضا لجنة حماية المستهلك الأسترالية بأنه " لا يمكن للمستهلكين الاعتماد على السعر كمؤشر على
الجودة ". كما أثبتت دراسة استقصائية بأن النظارات التي تساوي قيمتها ما يقارب 7 دولارات تمنح حماية أفضل بكثير من نظارات " سالفاتوري فاراغمو " باهظة الثمن.

### مهام أخرى

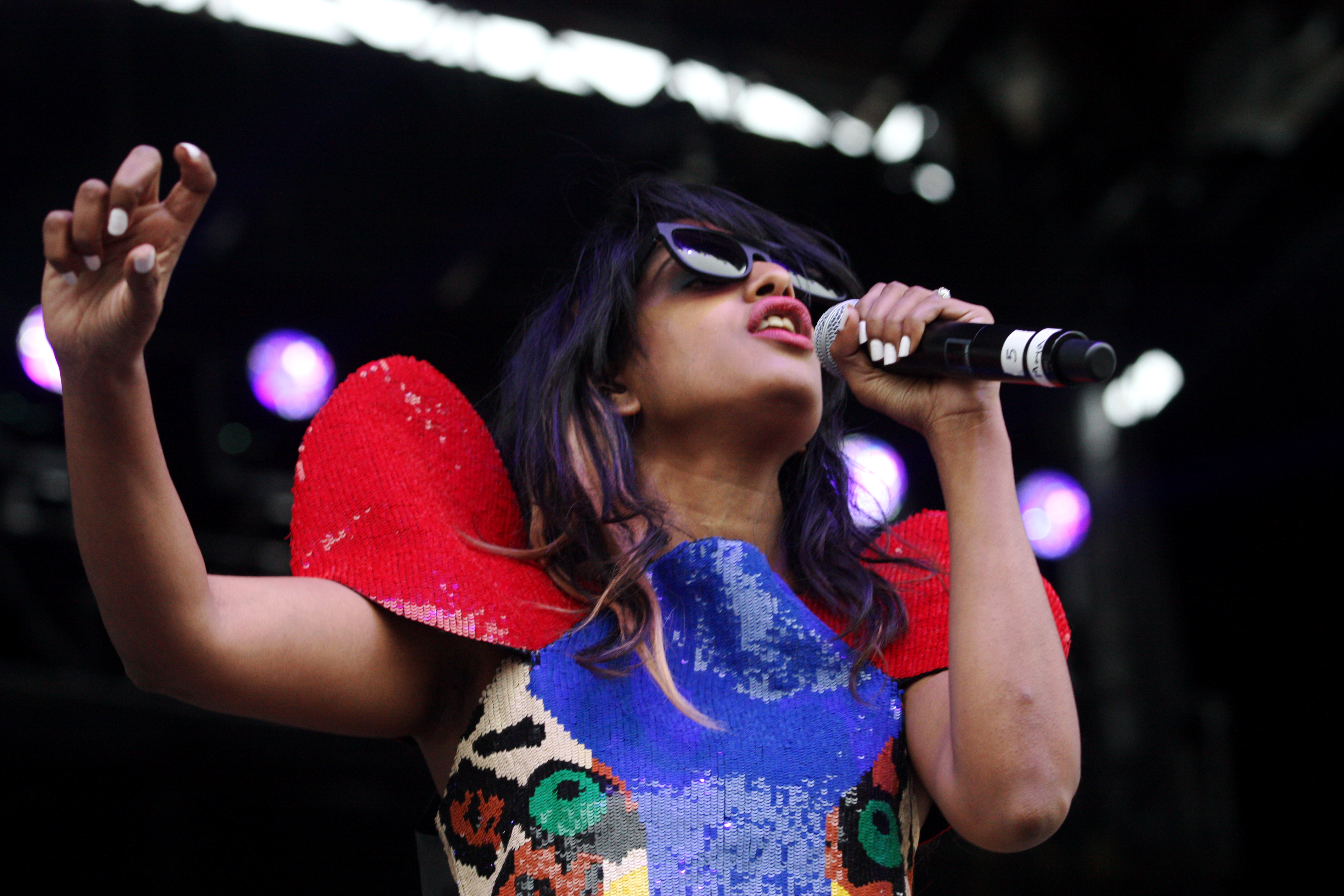
ترتدي مغنية الراب " M.I.A " نظارات شمسية كجزء من زيها في مهرجان الفنون والموسيقى.

في حين أن النظارات ذات العدسات غير الملونة نادرا ما يتم ارتدائها ليس للغرض الأصلي منها وهو تصحيح النظر ازدادت شعبية النظارات الشمسية لأسباب عديدة أخرى، وأحيانا ما يتم ارتدائها داخل المبنى أو في المساء أيضا.
النظارات الشمسية يمكن أن يتم ارتدائها لإخفاء أعين الشخص كما يمكنها جعل تواصل الأعين يبدو مستحيلًا كما أنها تشكل تهديدا لهؤلاء الذين لا يرتدون النظارات في حين أن تجنب التقاء الأعين يثبت انعزال مرتديها ما يُعتبر في بعض الأدوار مرغوبًا فيه (أو رائع).
يمكن تجنب الاتصال بالعين بشكل أكثر فاعلية باستخدام النظارات الشمسية العاكسة (ذات المرايا). النظارات الشمسية يمكن أن تستخدم أيضا لإخفاء العواطف أو إخفاء البكاء واحمرار العين الناتج عنه. في جميع الحالات، فإن إخفاء عيني الشخص له آثار على التواصل غير اللفظي. هذا مفيد في لعبة البوكر، فالعديد من لاعبي البوكر المحترفين يرتدون نظارات ملوّنة كبيرة أثناء اللعب، بحيث يكون من الصعب على الخصم أن يقرأ أفكار اللاعب الناتجة عن حركة العين وبالتالي يكون له الأفضلية.
يمكن أن تكون اتجاهات الموضة سببًا آخر لارتداء النظارات الشمسية، خاصة النظارات الشمسية المصممة من العلامات التجارية للأزياء الراقية. قد تكون النظارات الشمسية ذات أشكال معينة قد تكون رائجة ككماليات. إن أهمية النظارة الشمسية في صناعة الأزياء من خلال عروض الموضة السنوية للنظارات الشمسية في عروض الأزياء التي تعتمد على النظارات الشمسية كعنصر أساسي في المظهر. يمكن أن ترسم اتجاهات الموضة أيضًا صورة «رائعة» للنظارات الشمسية والارتباط بنمط حياة معين، خاصة العلاقة الوثيقة بين النظارات الشمسية وحياة الشاطئ وفي بعض الحالات، تخدم هذه العلاقة المبدأ الأساسي وراء العلامة التجارية كاملة.
يمكن للناس أن يرتدوا النظارات الشمسية لإخفاء المظهر الغير طبيعي لأعينهم، هذا يمكن أن يحدث للناس الذين يعانون من مشاكل بصرية كالعمي الذين يرتدون نظارات شمسية لتجنب إزعاج الآخرين. يفترض لهذا أن يجعل الآخرين يشعرون براحة تجاه شخص آخر بدلا من رؤية العين في وضع غير طبيعي أو في مكان غير مكانها المعتاد.
يمكن للناس أيضا أن يرتدوا النظارات الشمسية لإخفاء العيون المتوسعة أو تقطب البؤبؤ أو احتباس الدم بسبب تعاطي المخدرات أو الهالات السوداء المزمنة أو آثار الاعتداء الجسدي (كالعين السوداء) أو (الجحوظ) أو ارتعاش العينين (تذبذب المقلتين اللاإرادي).
```
من المتعارف عليه أن منتهكي القانون يرتدون نظارات شمسية أثناء أو بعد ارتكاب جريمة كمساعدات لإخفاء هوياتهم.
```

## المقاييس
المقياس العالمي النظارات هو مقياس «آيزو 12312» والذي أُنشئ عام 2013. يحدد الجزء الأول الخصائص المادية والعملية للنظارات، متضمنا مستويات الحماية من الأشعة فوق البنفسجية. ويحدد الجزء الثاني أساليب اختبار مدى توافقها مع الجزء الأول.

في عام 2009، تشير علامة " C.E." الأوروبية بأ، النظارات تمنح مستوى آمن للحماية من الشمس

### أستراليا
في 1971، قدمت أستراليا المعيار الأول عالميا للنظارات الشمسية، حيث ان تحديثها وتوسيعها في عام 1990 إلى معيار " AS 1067.1-1990 ". هذا الانحياز للمعيار الأسترالي عن المعيار الأوروبي فتح المجال للنظارات أسترالية الصنع في السوق الأوروبي. يحدد المعيار الأسترالي " AS-NZS 1067 " معايير النظارات الشمسية مع الاخذ بعين الاعتبار كلا من نفاذية الأشعة فوق البنفسجية بأطوال موجية طويلة نسبيا (بطول موجي يصل بين 315 نانومتر و400 نانومتر) والأشعة فوق البنفسجية بأطوال موجية قصيرة نسبيا. التصنيفات الخمس للنفاذية المصنفة تحت هذا المعيار يُبنى على أساس كمية الضوء الممتص من 0 إلى 4 حيث أن 0 يمنح بعض الحماية من الأشعة فوق البنفسجية وضوء الشمس، في حين أن 4 يشير إلى درجة حماية قصوى ولكن ليس للارتداء أثناء القيادة.

### أوروبا
يتضمن المعيار الأوروبي " EN 1836:2005 " خمس تصنيفات للنفاذية: «صفر» تشير إلى حماية غير كافية من الأشعة فوق البنفسجية ويشير " 2 " إلى حماية كافية من الأشعة فوق البنفسجية العالية ويشير " 6 " إلى حماية جيدة من الأشعة فوق البنفسجية العالية ويشير " 7 " إلى حماية كاملة من الأشعة فزق الشمسية العالية بما يعني نفاذية 5% فقط من الأشعة ذات الطول الموجي 380 نانومتر. المنتجات التي تحقق المعيار تحمل شعار " C.E. mark ". لا يوجد تصنيف أوروبي للحماية من نفاذية الإشعاع الذي يزيد طوله الموجي عن 400 نانومتر كما هو متطلب في بعض الدول (بما في ذلك الولايات المتحدة) وكما يوصي به الخبراء.
المعيار الأوروبي الحالي " EN 1836:2005, " فاق المعايير القديمة " EN 166:1995 " (المواصفات الشخصية لحماية العين)، " EN167: 1995 " (الحماية الشخصية للعين - طرق الاختبارات البصرية)، " EN168: 1995 " (الحماية الشخصية للعين - طرق الاختبارات الغير بصرية) والذي تم إعادة نشره في 2002 كمعيار المراجعة تحت مسمى " EN 1836:1997 " (والذي يتضمن اثنين من التعديلات). بالإضافة إلى التصنيف، كما يسرد التصنيف أيضا قائمة من المتطلبات للحد الأدنى من كل من: السماكة والعلامات والمواد (غير سامة عند ملامسة الجلد وغير قابلة للاحتراق) وعدم وجود أية نتوء (لتجنب الضرر عند ارتدائها).
- أقسام المعيار الأوروبي والتي تتطلب الإشارة إليها على الإطار:
  - القسم «صفر»: نفاذ الضوء بنسبة 80% - 100%، للموضة والاستخدام الداخلي أو في الطقس الغائم.
  - الفئة "1": نفاذ الضوء بنسبة 43% - 80%، للتعرض المنخفض للشمس.
  - الفئة "2": نفاذ الضوء بنسبة 18% - 43%، للتعرض المتوسط للشمس.
  - الفئة "3": نفاذ الضوء بنسبة 8% - 18%، للضوء العالي والضوء المنعكس من الثلج أو الماء.
  - الفئة "4": نفاذ الضوء بنسبة 3% - 8%، ضوء الشمس الحاد للجبال والأنهار الجليدية، وليست للاستخدام أثناء القيادة أو في الطريق

## الاستخدام الخاص

### قيادة المركبات البرية
عند قيادة المركبات وخصوصا بسرعه عالية، الضوء شديد السطوع الذي يتسبب فيه غروب الشمس أو الضوء المنعكس على الثلج أو البرك أو حتى مقدمة السيارة قد يكون مميتا. تحمي النظارات الشمسية من الضوء الساطع أثناء فيجب أن يتحقق شرطين: يجب أن تكون الرؤية واضحة ويجب أن تسمح النظارات الشمسية بدخول ضوء كاف للعين في حالة القيادة.
قد تكون النظارات التي تفي بالغرض العام داكنة جدا أو غير ملائمة للارتداء أثناء القيادة. أنشأت جمعية السيارات وجمعية صناعة النظارات إرشادًا لاختيار النظارات الشمسية المناسبة للقيادة. العدسات ذات الصبغة المتغيرة أو اللونية تزيد من كثافتها الضوئية عند التعرض لضوء الأشعة فوق البنفسجية وتعود إلى حالتها الطبيعية عندما ينخفض ضوء الأشعة فوق البنفسجية.الزجاج الأمامي للسيارات يعمل على ترشيح الأشعة فوق البنفسجية ويبطئ من ردة الفعل أثناء القيادة ويجعلها غير مناسبة لحالات القيادة.
ينتج بعض المصنعين عدسات لونية خاصة تتماشى مع تغير الضوء عند القيادة. يتم تصنيف العدسات ثابتة الصبغة وفقا لدرجة الكثافة الضوئية للون؛ ففي المملكة المتحدة يجب وضع رقم فئة الترشيح على النظارات الشمسية. العدسات التي تستقبل أقل من 75% من الضوء غير مناسبة للقيادة الليلية والعدسات التي تستقبل أقل من 8% من الضوء (الفئة 4) غير مناسبة للقيادة في أي وقت، وحسب قانون المملكة المتحدة يجب تصنيفها بأنها غير مناسبة للقيادة. كما لا يوصى أيضا باستخدام العدسات الملونة باللون الأصفر في الليل. نظرا لمستويات الضوء داخل السيارة ينصح باستخدام العدسات من (الفئة 2) التي تنقل ما بين 18% - 43% من الضوء أثناء القيادة في النهار. عادة ما يكون للعدسات المستقطبة لون ثابت ويمكنها تقليل الضوء المنعكس أكثر من العدسات الغير مستقطبة بنفس الكثافة وخاصة على الطرق الرطبة.
العدسات المتدرجة بجزء سفلي أخف من الجزء العلوي تجعل رؤية ادوات التحكم داخل السيارة أسهل. يجب وضع علامة على النظارات الشمسية لتلبية معايير الدولة التي تباع فيها. يوصى بالطلاء المانع للانعكاس وطبقة صلبة للحماية من الخدوش. لا يوصى بالنظارات الشمسية ذات الأذرع الجانبية العريضة حيث يمكن أن تحجب الرؤية من الجانبين أثناء القيادة.
على الرغم من أنه بعض هذه النظارات مصنفة على أنها ملائمة للارتداء أثناء القيادة في الليل إلى أنه من المستحسن عدم القيام بذلك بسبب التغيرات المفاجئة في تغير حساسية الضوء خاصة عند استخدام العدسات الملونة باللون الأصفر. الغرض الأساسي لهذه النظارات هو حماية مرتديها من دخول الغبار في العين أثناء القيادة بسرعة عالية.

### الطيران
تتماثل العديد من معايير النظارات الشمسية الخاصة بركوب الطيارات مع تلك الخاصة بالمركبات البرية. الحماية من الأشعة فوق البنفسجية مهمة أكثر كلما ازدادت كثافتها مع زيادة الارتفاع. النظارات المستقطبة غير مرغوب فيها حيث أن الزجاج الأمامي للطيارات غالبا ما يستقطب الضوء. عالميا أو غير عالميا يظهر النمط المتموج عند النظر من خلال الزجاج الأمامي، كما تستخدم بعض أدوات استقطاب الضوء لشاشات العرض البلوري السائل كما أنها تخفت أو تختفي عندما يلتفت الطيار للنظر إليهم.

### الرياضة
مثل النظارات التصحيحية، يجب أن تلبي النظارات الشمسية المتطلبات الخاصة عند ارتدائها للألعاب الرياضية. انها بحاجة إلى العدسات المضادة للكسر والمقاومة للتأثر. للرياضات المائية، يوجد ما يسمى بالنظارات المائية (تسمى أيضا نظارات ركوب الأمواج أو نظارات المياه) خاصة للاستخدام في المياه الهائجة، مثل الأمواج أو المياه الزبدية. بالإضافة إلى مميزات النظارات الرياضية، يمكن أن تتميز النظارات الشمسية المائية بزيادة في الطفو لمنعها من الغرق إذا سقطت، ويمكن أن يكون لها فتحات تهوية أو طريقة أخرى للتخلص من الضباب. تستخدم هذه النظارات الشمسية في الرياضات المائية مثل ركوب الأمواج، وركوب القوارب الشراعية، وركوب الطائرات الورقية، والتزلج على الماء، والتجديف، وركوب القارب المائي الشخصي، والتزلج على اللوح المائي.
يتطلب تسلق الجبال أو السفر عبر الأنهار الجليدية أو حقول الجليد حماية للعين حماية فوق المتوسطة، لأن أشعة الشمس (بما في ذلك الأشعة فوق البنفسجية) تكون أكثر كثافة في الارتفاعات، والثلج يعكس ضوءًا إضافيًا. النظارات الخاصة بهذا الاستخدام يطلق عليها النظارات الجليدية. تتكون عادة من عدسات داكنة جدا ومستديرة الشكل مع غمامات جلدية على الجانبين، والتي تحمي العينين عن طريق منع أشعة الشمس حول حواف العدسات.
وقد سمح مرة واحدة للأقنعة الخاصة المظللة في كرة القدم الأمريكية. جيم ماكماهون، (لاعب الوسط في شيكاجو بيرز وسان دييجو شارجرز) مستخدم مشهور لواقي الشمس خلال مسيرته الكروية المحترفة بسبب إصابة في طفولته. وكثيرا ما يرتدي نظارة شمسية داكنة عندما لا يرتدي خوذة كرة القدم. تتطلب الأقنعة المظلمة الآن وصفة طبية من الطبيب على معظم مستويات اللعبة، ويرجع ذلك أساسًا إلى أن بروتوكول الارتجاج يتطلب من المسؤولين أن ينظروا إلى عين اللاعب وهو ما يصعب بسبب الأقنعة الملوّنة.

### الفضاء
تتطلب رحلات الفضاء حماية خاصة بسبب أن ضوء الشمس أكثر كثافة وضررا من الأرض حيث تقوم طبقة الأتموسفير بترشيحه. الحماية من الشمس تحتاج إلى الحماية من الأشعة فوق البنفسجية العالية وحتى الأشعة فوق الحمراء الضارة سواء داخل أو خارج المركبة الفضائية. داخل المركبة الفضائية، يرتدي رواد الفضاء نظارات شمسية بعدسات داكنة وطبقة نحيفة من الذهب الوقائي.
أثناء السباحة الفضائية تحتوي الأقنعة الموجودة في خوذات رواد الفضاء أيضا على طبقة من الذهب الوقائي للحماية القصوى وتعمل كنظارات شمسية قوية. إطارات النظارات المصححة والنظارات الشمسية المستخدمة في الفضاء يجب أن تلبي معايير خاصة. يجب أن تكون متينة ومرنة ويجب أن تتلاءم وبقوة مع الجاذبية صفر. الملائمة القوية مهمة، وتحديدا عند ارتداء نظارات مصححة تحت خوذة البدلة الفضائية؛ في حال سقوطها داخل البدلة الفضائية لا يمكن دفعها مجددا لإعادتها إلى مكانها. يجب تصميم الإطارات والنظارات بحيث لا يمكن نزع الأجزاء الصغيرة منها مثل البراغي وجزيئات الزجاج، فتطفو وتستنشق. 90% من رواد الفضاء يرتدون نظارات في الفضاء حتى إذا كانوا ليسوا بحاجة لنظارات مصححة على الأرض لأن الجاذبية صفر وتغير الضغط يؤثر بشكل مؤقت على رؤيتهم.
كانت أول نظارة شمسية استخدمت في الهبوط على سطح القمر من صناعة البصريات الأمريكية، تم استخدامها في 1969، على سطح مركبة النسر؛ وحدة الهبوط القمري لرحلة أبولو 11 أول رحلة بشرية للهبوط على سطح القمر. البحث الأولي الذي أجرته وكالة ناسا بواسطة العلماء جيمس ستيفنز وتشارلز ميللير في مختبر الدفع النفاث ونتج عنه عدسات خاصة تحمي ضد الضوء في الفضاء أثناء أعمال الليزر واللحام. تستخدم العدسات الأصباغ الملونة وحبيبات أكسيد الزنك التي تمتص الضوء فوق البنفسجي والتي تستخدم أيضا في مستحضرات الوقاية من الشمس. تم توسيع البحث لاحقا ليشمل الاستعمالات البرية كالصحاري والجبال والمكاتب المضاءة حيث قامت شركة أمريكية بالتسويق للتقنية المستخدمة. منذ 2002 ووكالة ناسا تستخدم إطارات مصمم النموذج «تيتان مينيمال آرت» لشركة النمساوية «سيليويت» مجتمعا مع عدسات داكنة خاصة مطورة بواسطة الشركة وطبيب العيون الخاص بوكالة ناسا د.كيث مانويل. الاطارات خفيفة جدا بوزن يصل إلى 1.8 غرامات وليس لديها مسامير أو مفصلات يمكن فكها.

## المكوّنات

### العدسات
تتغير ألوان عدسات النظارات الشمسية بناء على الشكل والموضة والغرض منها لكن يوصى بالألوان المستخدمة بشكل عام وهي الأحمر والبني والأخضر والرمادي لتجنب أو تقليل تشويش الألوان والتي قد تضر بالأمان عند قيادة السيارة أو حافلة المدرسة على سبيل المثال.
- العدسات الخضراء والرمادية تعتبر محايدة لأنها تحافظ على الألوان الحقيقية.
- العدسات البنية تسبب بعض تشويش الألوان لكنها أيضا تزيد من تباين الألوان.
- العدسات ذات اللون الفيروزي مناسبة لحالات الضوء المتوسط إلى العالي لأنها تحسن من تباين الألوان ولكن لا تسبب تشويها كبير في الالوان.
- عدسات اللون الاصفر الامثل لتحديد الاشياء ولكنه يعكس الضوء بشكل حاد «اللون الاصفر يجعل الاشياء البعيدة أكثر وضوحا خاصة في الثلوج أو الضباب» هذا النوع شعبيا لدى المتزلجين والصيادين وقبطان القوارب والطيارين.
- العدسات باللون الأزرق أو البنفسجي شعبية عن الرماة لأنها تزيد من وضوح الأهداف البرتقالية ضد أوراق الشجر والخلفيات الخضراء.

مقدمة العوامل البشرية في الحوسبة المكتبية توصي مشغلي العرض باستخدام النظارات الملونة بشكل خفيف لزيادة التباين.
عدسات النظارات الشمسية عادة ما تصنع من الزجاج أو البلاستيك أو SR-91. النظارات البلاستيكية تصنع من من الاكريليك أو مادة بولي كيربونيت أو بولي يوريثان أو مادة CR-39. العدسات الزجاجية لها أفضل درجة وضوح ومقاومة للخدش ولكنها أثقل من العدسات البلاستيكية، كما أنها قابلة للكسر. العدسات البلاستيكية أخف وزنا ومقاومة للكسر لكنها أكثر عرضة للخدش. العدسات البلاستيكية المصنوعة من البولي كيربونيت هي الأخف وزنا ومقاومة للكسر مما يجعلها جيدة الحماية ضد أي أثر. العدسات المصنوعة من مادة CR-39 هي أكثر العدسات انتشارا نظرا لخفة وزنها ومقاومتها العالية ضد الاثار وشفافيتها المنخفضة ضد الأشعة فوق البنفسجية والأشعة تحت الحمراء. في 2001، عدسات SR-91 هي أفضل مادة تملكتها شركة العدسات المستقطبة. عدسات كاينون هي أول عدسات غير بولي كربونية اجتازت اختبار الشمولية ANSI Z.87.1، بالإضافة إلى انها جمعت ما بين الدرجة العالية في اجتياز الاختبار مع درجات عالية من الوضوح.
يمكن دمج أي من الميزات المذكورة أعلاه، واللون، والاستقطاب، والتدرج، والانعكاس، والمواد في العدسة لزوج من النظارات الشمسية. العدسات المتدرجة أغمق لونا من الأعلى من جهة رؤية السماء وشفافة من الأسفل. العدسات المصححة للنظر قد تكون مصنعة لتكون عدساتها ملونة لتصبح نظارات شمسية، كبديل لها يمكن استخدام النظارات المصححة للنظر مع نظارة ثانوية كنظارة ثانوية بمقاس كبير بحيث تكون أكبر من النظارة العادية أو العدسات القابلة للتعديل التي توضع فوق النظارات أو العدسات القابلة للطي التي تتميز بعدسة داكنة قابلة للطي عندما لا تستخدم. العدسات المتلونة بالضوء هي عدسات يغمق لونها تدريجيا عند التعرض للأشعة فوق البنفسجية.

## الأشكال المختلفة

### النظارات القابلة للتعديل
مصنوعة من عدسات ملونة يمكن تركيبها على النظارات المصححة للنظر بغرض الحماية من الشمس كبديل عن النظارة القابلة للطي.

### العدسات المتدرجة
ذات اللون الغامق من الأعلى واللون الفاتح من الأسفل لهذا السبب ستكون الحماية أكثر عند النظر من الجهة العليا ولكن ستقل عند النظر من الاسفل.
يميزها بأنها قابلة للارتداء داخل المباني دون الخوف من التعثر بشيء ما وتسمح لمن يرتديها بالرؤية. ارتداء النظارات الشمسية في النوادي الليلية أصبح شائعا هذه الأيام. في حين أن النظارات المتدرجة أصبحت متداولة.
العدسات المتدرجة يمكن أن تساعد على أداء بعض الانشطة كقيادة السيارات وركوب الطائرات لأنها تسمح لمرتديها برؤية واضحة للوحة المعدات المنخفضة عن حدود النظر والتي تكون عادة مخفية في الظل في حين أنها تقلص من حدة الضوء الساطع من الزجاج الأمامي. أشارت صحيفة «ذا إندبندنت» اللندنية إلى إن هذا النوع من النظارات مشابه لعدسات «ميرفي». العدسات مضاعفة التدرج تكون داكنة من الأعلى وفاتحة من الوسط وداكنة من الأسفل. لا ينبغي الخلط بين النظارات المتدرجة والنظارات ثنائية البؤرة والنظارات المقرّبة

### النظارات القابلة للطي
نظارات تدمج بين عمل النظارة الشمسية والنظارات المصححة للعين وتسمح لمرتديها أن يرفع العدسة الملونة للاستخدام الداخلي كبديل عن النظارات القابلة للتعديل

### النظارات العاكسة
هي عدسات معدنية ذات طبقة عاكسة على السطح الخارجي مجتمعة مع عدسة ملونة زجاجية. ألوان النظارات العاكسة يمكن أن تتوسع حسب نطاق الموضة.

## مسمّيات أخرى
يوجد كلمات مختلفة تشير إلى النظارات ذات العدسات الداكنة:
- Shades أو الظلال مصطلح يستخدم في أمريكا الشمالية.
- Glares مصطلح شائع في الهند إذا كانت النظارات داكنة.
- Glints مصطلح للنظارات مشتق من «الوميض» الذي يمكن ملاحظته عندما يرتدي أحدهم نظارة ويحرك رأسه.
- Sun spectacles مصطلح يستخدمه بعض صناع النظارات.
- Spekkies مصطلح مستخدم غالبا في أستراليا الجنوبية.
- Sun specs مصطلح يستخدمه صناع النظارات كاختصار لاسم Sun Spectacles.
- Sunglass النسخة الأحادية «للعين الواحدة».
- Sun-shades يمكن أن يشير أيضا إلى تظليل العين على الرغم من أنه هذا المصطلح ليس حصريا لهذا الاستخدام. كما يعبر عن الاختصار المشتق من shades.
- Dark glasses يشير أيضا إلى الاستخدام الشائع «زوج من النظارات».
- Sunnies مصطلح مستخدم في أستراليا وافريقيا الجنوبية والمملكة المتحدة ونيوزيلندا.
- Smoked spectacles تشير عادة إلى النظارات التي يرتديها المصابين بالعمى.
- Solar shields تشير عادة بتصاميم النظارات ذات العدسات الكبيرة.
- Stunna shades يستخدم كمصطلح دارج للحركات الموسيقية. عادة ما يشير إلى النظارات ذات العدسات الكبيرة الغير ملائمة.
- Glecks مصطلح اسكتلندي دارج للنظارات.
- Cooling glasses مصطلح يستخدم في الهند الجنوبية (غالبا ولاية كيرلا) والشرق الأوسط للنظارات.

## العلامات التجارية
- راي بان
- بيرسول